# Taxithelium mundulum
Taxithelium mundulum là một loài Rêu trong họ Sematophyllaceae. Loài này được (Sull.) E.B. Bartram miêu tả khoa học đầu tiên năm 1933.